# AFF U-16ユース選手権
AFF U-16ユース選手権は、ASEANサッカー連盟（AFF）が主催する、16歳以下のナショナルチームによるサッカーの国際大会である。

## 概要
ASEANサッカー連盟に所属する、16歳以下のサッカー男子ナショナルチームが主に参加して争われる。以前は年齢制限は17歳以下であったが、AFCが主催するAFC U-17選手権が2008年より16歳以下の大会に変更されたことに伴い、2008年大会より16歳以下に引き下げられた。第1回大会は2002年に開催された。

## 結果
| 2002 | マレーシア インドネシア | ミャンマー     | 4 – 1              | ラオス         | インドネシア   | 1 – 0              | マレーシア   |
| 2005 | タイ                    | ミャンマー     | 1 – 1 (4–3 PK戦)   | タイ           | ラオス         | 3 – 1              | マレーシア   |
| 2006 | ベトナム                | ベトナム       | ラウンドロビン方式 | ミャンマー     | バングラデシュ | ラウンドロビン方式 | ラオス       |
| 2007 | カンボジア              | タイ           | 3 – 2              | ラオス         | ベトナム       | 1 – 1 (4–3 PK戦)   | インドネシア |
| 2008 | インドネシア            | オーストラリア | 1 – 1 (5–4 PK戦)   | バーレーン     | マレーシア     | 3 – 0              | シンガポール |
| 2009 | タイ                    |                | 中止               |                |                | 中止               |              |
| 2010 | インドネシア            | ベトナム       | 1 – 0              | 中国           | 東ティモール   | 2 – 0              | インドネシア |
| 2011 | ラオス                  | タイ           | 1 – 0              | ラオス         | ミャンマー     | 2 – 1              | シンガポール |
| 2012 | ラオス                  | 日本           | 3 – 1              | オーストラリア | ラオス         | 3 – 0              | タイ         |
| 2013 |                         |                | –                  |                |                | –                  |              |

## 優勝回数
| 優勝 | 国             | 年度      |
| ---- | -------------- | --------- |
| 2    | ミャンマー     | 2002,2005 |
| 2    | タイ           | 2007,2011 |
| 2    | ベトナム       | 2006,2010 |
| 1    | オーストラリア | 2008      |
| 1    | 日本           | 2012      |